# 蕭瑤
蕭瑤（1955年1月10日—），台灣女演員，早期因飾演邵氏電影《傾國傾城》中的珍妃而走紅，當年和貝蒂、恬妮是香港邵氏旗下的女明星，22歲時曾嫁給大她14歲的印度尼西亞華僑，丈夫在當地是知名電子產品的總代理，還同時經營房地產。婚後育有一兒一女，後因不堪家暴而離婚，並逃回臺灣娘家重操故業回歸影圈。

## 演出作品

### 電影
| 年份   | 片名               | 飾演角色       |
| 1973年 | 《七殺戒》         |                |
| 1975年 | 《傾國傾城》       | 珍妃           |
| 1976年 | 《瀛臺泣血》       | 珍妃           |
| 1977年 | 《猩猩王》         |                |
| 1977年 | 《人蛇鼠》         |                |
| 1977年 | 《白玉老虎》       |                |
| 1978年 | 《石头，剪刀，布》 |                |
| 2007年 | 《迴路》           |                |
| 2008年 | 《爱的发声练习》   |                |
| 2009年 | 《遺落的玻璃珠》   | 湯春幼（老年） |
| 2021年 | 《不想一個人》     | 梁靜慧         |

### 電視劇
| 年份   | 劇名               | 飾演角色         |
| 2001年 | 《我的名字叫蓮花》 |                  |
| 2006年 | 《爱上小男人》     |                  |
| 2009年 | 《应届退休生》     |                  |
| 2013年 | 《明天更美麗》     | 病童的母親       |
| 2015年 | 《星座愛情牡羊女》 | 蕭琴             |
| 2015年 | 《孤独的美食家》   | 冰冰姐           |
| 2019年 | 《我們與惡的距離》 | 丁美媚的母親     |
| 2020年 | 《浪漫輸給你》     | 徐瓊美（賀夫人） |
| 2021年 | 《大債時代》       | 碩儀媽           |

## 外部連結
- 中文電影資料庫─蕭瑤 （页面存档备份，存于）
- 蕭瑤在互联网电影资料库（IMDb）上的資料（英文）
- 蕭瑤在香港影庫上的簡介
- 蕭瑤在豆瓣上的资料（简体中文）
- 蕭瑤在时光网上的簡介（简体中文）